# Kaboïla
Kaboïla è un comune rurale del Mali facente parte del circondario di Sikasso, nella regione omonima.
Il comune è composto da 26 nuclei abitati:
- Bemabougou
- Coulibalybougou
- Dadoumabougou
- Dalle
- Diassadiè
- Donièna
- Facoribougou
- Faférébaga-Diassa
- Farakoba
- Fatia
- Ganadougou
- Kaboïla
- Kawaye

- Kogodoni
- M'Pémasso
- Madoubougou
- Mandela
- Mogoyébougou
- N'Galamadogobougou
- Niankorobougou
- Niélépebougou
- Ouahibéra
- Sanakero
- Souleymanebougou
- Yatialé
- Zangubougou